# Ismael Alvariza
Ismäel Alvariza (ur. 16 kwietnia 1897 w Pelotas) – piłkarz brazylijski grający na pozycji napastnika.
Ismäel Alvariza karierę piłkarską rozpoczął w klubie Brasil Pelotas w 1914 roku. W 1920 roku przeszedł do Guarany, w którym grał do 1921. Kolejne sześć lat to ponowna gra w Brasil Pelotas. Karierę zakończył w 1929 roku w klubie Sírio São Paulo. nie odniósł większych sukcesów.
Ismäel Alvariza wziął udział w turnieju Copa América 1920. Brazylia zajęła trzecie miejsce, a Alvariza zagrał w meczach z Argentyną, Urugwajem i Chile, w którym zdobył jedyną bramkę. 6 października wystąpił przeciwko Argentynie, który był jego ostatni mecz w reprezentacji. Były to jedyne jego występy w barwach canarinhos.